# Uran-238
 Der er for få eller ingen kildehenvisninger i denne artikel, hvilket er et problem. Du kan hjælpe ved at angive troværdige kilder til de påstande, som fremføres i artiklen.

Uran-238 (238U) er den mest almindelige af de naturligt forekommende uranisotoper. Omkring 99,284% af al naturligt forekommende uran er 238U. Med en halveringstid på 4,46 × 109 år (1,41 × 1017 sekunder), er 238U ikke nær så radioaktivt som fx 235U og 233U. Af samme grund er 238U uegnet både som selvstændigt reaktorbrændstof og som fissilt materiale til kernevåben. Til gengæld gør 238U's forholdsvis lave radioaktivitet, og samtidig høje densitet, stoffet velegnet som skjold mod mere radioaktive stoffer og som panserbrydende ammunition.
Til trods for 238U's lave radioaktivitet, danner isotopen alligevel basis for de fleste moderne kernevåben, eftersom det kan omdannes til plutonium-239 (239Pu) i en kernereaktor. Netop 239Pu bruges som fissilt materiale i snart sagt alle moderne kernevåben. Når 238U rammes af en neutron, omdannes det til 239U, der er så ustabilt, at det henfalder til neptunium-239 (239Np), der igen henfalder til 239Pu.
Som brændstof til kernereaktorer anvendes beriget uran. Beriget uran er uran, hvor andelen af 235U-isotopen er kunstigt oparbejdet. Forarmet uran er det restprodukt, der bliver tilbage, når beriget uran er udtjent som brændstof i en kernereaktor. Forarmet uran består således hovedsageligt af 238U-isotopen.

## A-kraft
238U kan ikke anvendes direkte som reaktorbrændstof. Det anvendes dog i formeringsreaktorer til produktion af 239Pu, der kan anvendes til produktion af kernevåben eller som reaktorbrændstof. De fleste formeringsreaktorer producerer ikke energi, deres formål er udelukkende produktionen af plutonium. Pr. 2005 var den eneste energiproducerende formeringsreaktor den russiske BN-600 reaktor på Belojarsk kernekraftværket, der producerer omkring 600 megawatt. [kilde mangler]
Selvom 238U ikke kan anvendes alene som reaktorbrændstof, så vil op til en tredjedel af energien fra en typisk reaktor faktisk komme fra fissionen af 239Pu, der dannes ud fra 238U isotoperne i reaktorbrændstoffet.[kilde mangler]

## Anden anvendelse
Uran-238 anvendes som skjold mod mere radioaktive isotoper. Takket være 238U’s høje atommasse og høje antal af neutroner, bremser isotopen både alfastråling, røntgenstråling og gammastråling. Faktisk er 238U omkring fem gange bedre til at bremse gammastråling end bly. Både metallisk forarmet uran og uranoxid anvendes som skjold. Pga. urans høje densitet, finder forarmet uran også anvendelse inden for panserbrydende ammunition.
|  | Infoboks uden skabelon Denne artikel har en infoboks dannet af en tabel eller tilsvarende. |